# Таяне
Таяне (англ. Tajane) — одна з місцевих громад, що розташована в районі Мафетенг, Лесото. Населення місцевої громади у 2006 році становило 5 809 осіб.